# سبزی خوردن
سبزی خوردن از مخلفات معمول در آشپزی ایرانی، ترکی و ارمنی است که می‌تواند کنار هر خوراکی مصرف شود و ترکیبی است از سبزیجات تازه و تره‌بار خام. ریحان، جعفری و ترب از معمول‌ترین این سبزیجات هستند.
علاوه بر این‌که سبزی خوردن می‌تواند کنار هر غذایی عرضه شود، گاهی نیز همراه با انواع نان مانند لواش، سنگک و بربری
و پنیر (نون‌پنیرسبزی) و گاه با مغز گردو مصرف می‌شود.
از میان برخی سبزیجاتی که در ترکیب سبزی خوردن قرار می‌گیرند می‌توان به موارد زیر اشاره کرد:
| فارسی   | ارمنی                 | انگلیسی             | نام علمی                                       |
| ------- | --------------------- | ------------------- | ---------------------------------------------- |
| ریحان   | ռեհան rehān           | Basil               | Ocimum basilicum                               |
| گشنیز   | համեմ hāmem           | Cilantro, coriander | Coriandrum sativum                             |
| شاهی    | կոտեմ kotem           | Cress               | Lepidium sativum                               |
| شوید    | սամիթ sāmit           | Dill                | Anthemum graveolens                            |
| شنبلیله | հացհամեմ hātshāmem    | Fenugreek           | Trigonella foenum-graecum                      |
| تره     | պրաս prās             | Leek chives         | Allium ampeloprasum var. persicum              |
| نعنا    | նանա nānā             | Mint                | Mentha spicata                                 |
| جعفری   | մաղադանոս māghādānos  | Parsley             | Petroselinum crispum                           |
| موسیر   | շալոտ shālot          | Persian shallot     | Allium stipitatum (Allium hirtifolium, Boiss?) |
| تربچه   | բողկ boghk            | Radish              | Raphanus sativus                               |
| مرزه    | ծիթրոն tsitron        | Savory              | Satureja                                       |
| پیازچه  | կանաչ սոխ kanach sokh | Scallion            | Allium fistulosum                              |
| ترخون   | թարխուն tārkhūn       | Tarragon            | Artemisia dracunculus                          |

## گالری تصاویر

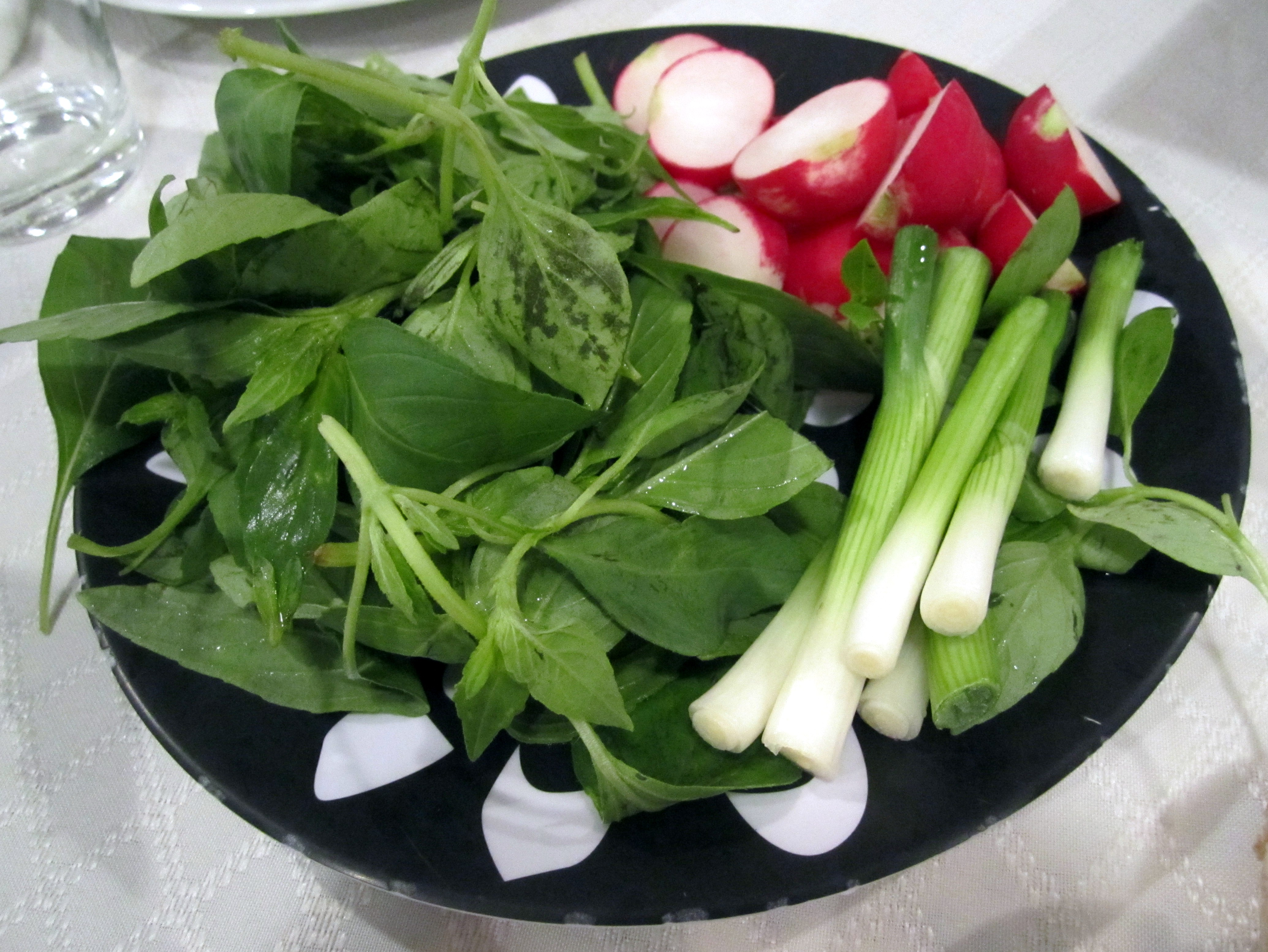
ریحان، پیازچه و تربچه
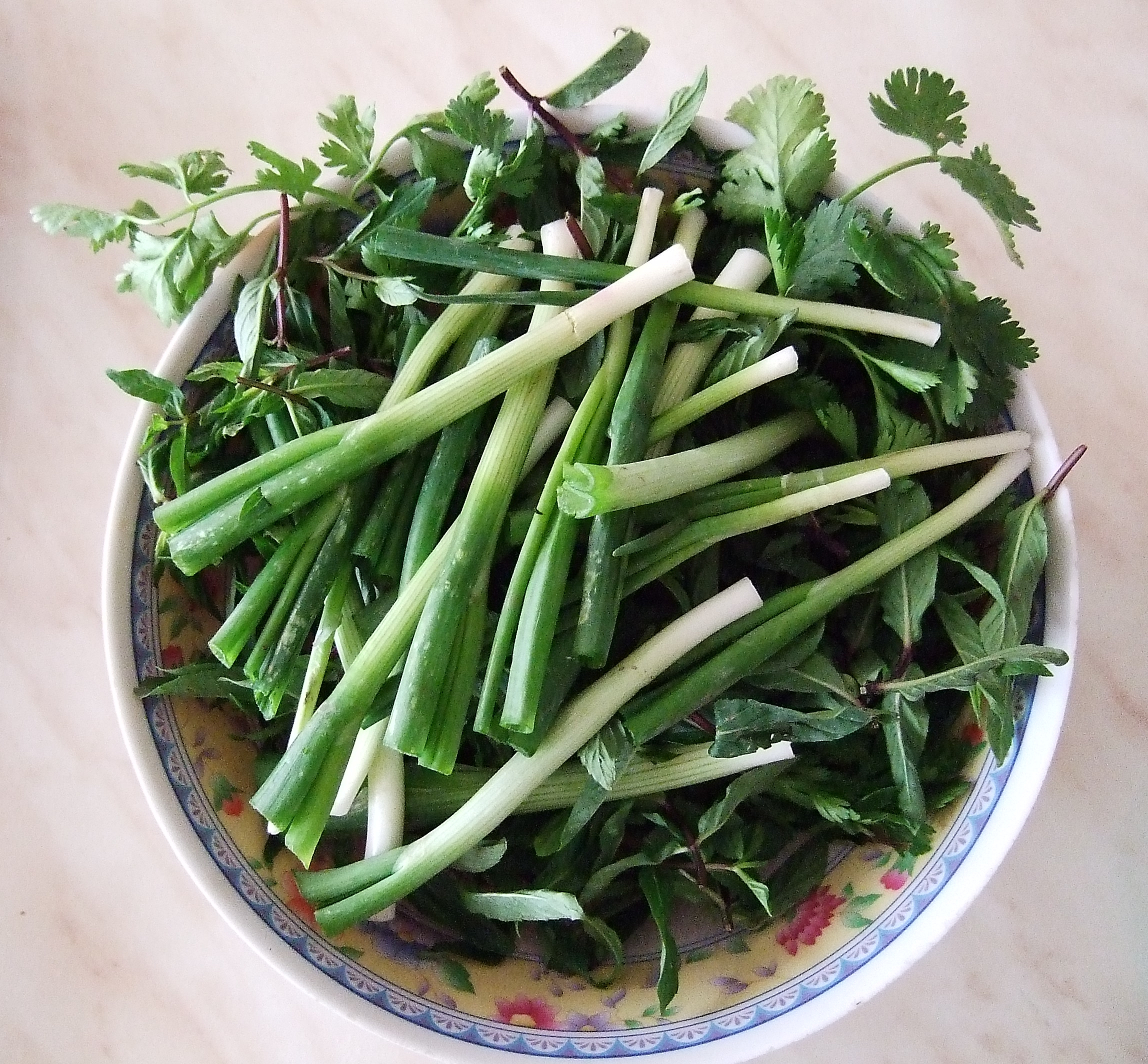
نعناع، جعفری و پیازچه
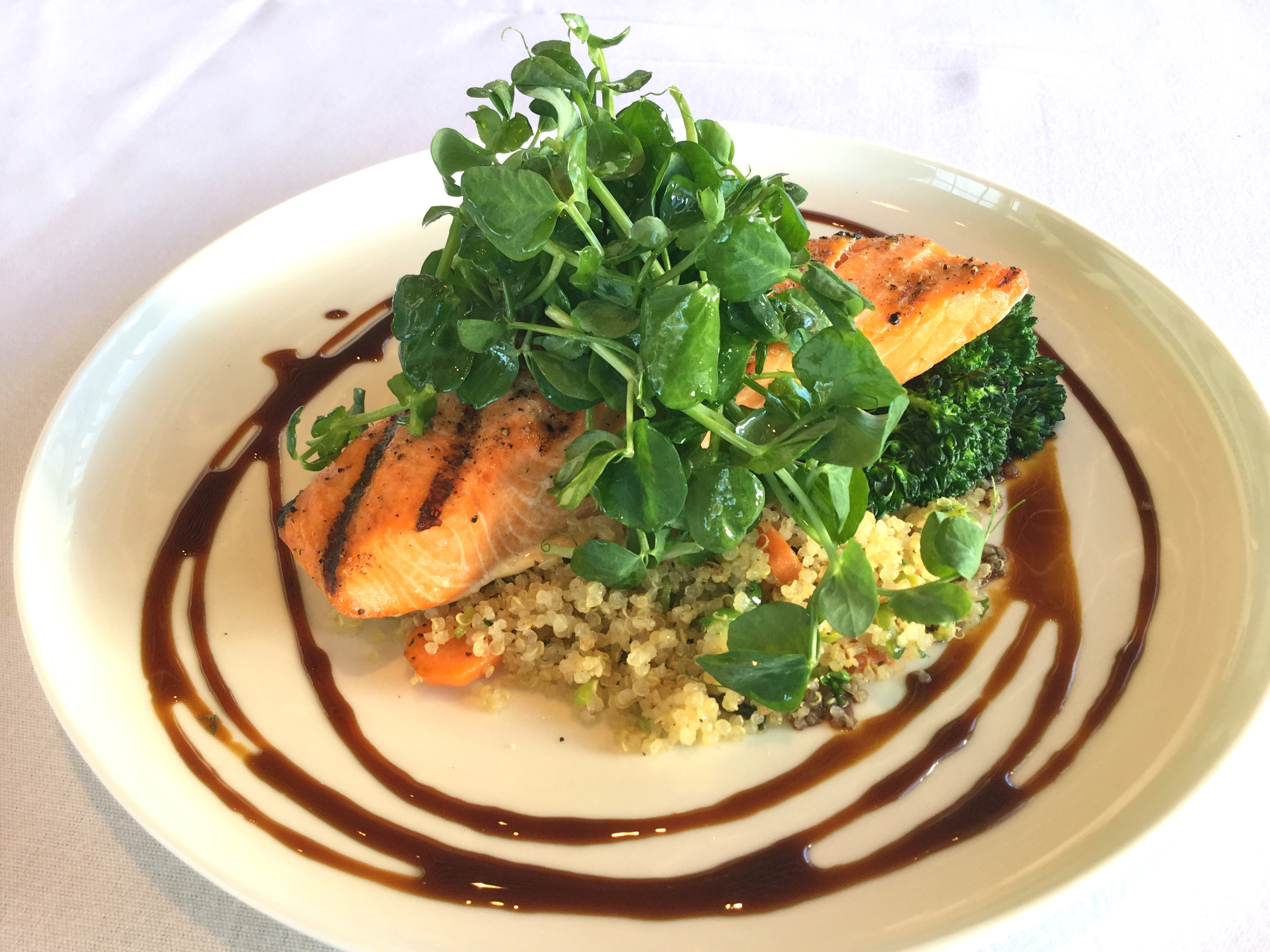